# Quint Meni
Quint Meni (en llatí: Quintus Maenius) va ser un magistrat romà del segle ii aC. Formava part de la gens Mènia, una gens romana d'origen plebeu.
Va ser pretor l'any 170 aC i va participar en la Tercera Guerra Macedònica que va acabar el 168 aC amb la derrota del rei Perseu i la incorporació del regne de Macedònia a la República Romana.